# The Incredible String Band
 (septembre 2010).
Si vous disposez d'ouvrages ou d'articles de référence ou si vous connaissez des sites web de qualité traitant du thème abordé ici, merci de compléter l'article en donnant les références utiles à sa vérifiabilité et en les liant à la section « Notes et références ».
Pour les articles homonymes, voir ISB.
The Incredible String Band, souvent abrégé ISB, est un groupe britannique de folk psychédélique (folk à tendance psychédélique) , originaire de Glasgow, en Écosse. Il est formé en 1965 et dissout en 1974.

## Historique

### Débuts (1965–1966)
The Incredible String Band comprend à l’origine Robin Williamson (chant, violon, guitare, mandoline, flûte, harpe) et Clive Palmer (banjo, chant), bientôt rejoints par Mike Heron (chant, guitare, piano, sitar).
Leur premier album, paru en 1966 et intitulé The Incredible String Band, se voit attribuer le titre d'album folk de l'année par Melody Maker. Bob Dylan dans une interview accordée au magazine Sing Out! mentionne le titre October Song comme l'une de ses chansons favorites de cette époque.
Après cette parution, le trio choisit de marquer une pause. Robin part au Maroc, avec sa petite amie Christina « Licorice » McKechnie, pour y apprendre la flûte marocaine. Clive suit la route des hippies jusqu'en Afghanistan (il ne réintégrera l'ISB que lors de sa brève reformation, en 2000). Quant à Mike, il reste à Édimbourg où il joue  du rock dans le groupe Rock Bottom and the Deadbeats.

### Innovations et succès (1966–1968)
À partir du second album, The 5000 Spirits of the Layers of the Onion, paru en 1967, l'Incredible String Band est composé de Robin Williamson et Mike Heron, auxquels se joint parfois Licorice (chant, orgue, dulcimer, percussions). Cet album, s'inscrivant dans l'atmosphère psychédélique caractéristique de l'année 1967, se classe 25e dans les charts britanniques, et 1er du classement des albums folk.  La chanson The Madhatter’s Song mêle Alice au pays des merveilles et la mythologie grecque. Au gré des compositions, chacun des membres du groupe s’improvise multi-instrumentiste, avec un attrait tout particulier pour les instruments exotiques, sitar, oud, gembré, sarangi, tablâ, kazoo, guimbarde, washboard, etc. Sur cet album et le suivant on entend aussi Danny Thompson, le bassiste de Pentangle, groupe de folk anglais inspiré par la musique médiévale, le jazz et le blues.
Salué par le public et la critique, l’album The Hangman's Beautiful Daughter (1968), qui se classe 5e dans les charts Britanniques, apporte au groupe la reconnaissance internationale et marque le début de plusieurs tournées à l’étranger. Invité à commenter le titre de l'album, Mike Heron explique que « le bourreau (hangman) représente les vingt dernières années de notre vie, et la belle fille (beautiful daughter) le présent. » Hommage au mouvement hippie, la suite intitulée A Very Cellular Song (dont Mike précise qu’elle est influencée par l’expérience du LSD) se présente comme une réflexion sur la vie, l’amour et les amibes. Elle inclut une adaptation du cantique traditionnel sikh, On that Day, et du negro spiritual des Bahamas, I Bid You Goodnight, inspirée par la version du chanteur et guitariste Joseph Spence avec la Pinder Family (aussi reprise par le Grateful Dead). Robin Williamson, adepte d'un style vocal mélismatique, mêle la tradition celtique à celle de l'Inde, l'originalité de ses compositions provenant aussi de sa fréquente utilisation de la guitare accordée en open tuning (accord ouvert), associée à des techniques de picking inhabituelles. Rose Simpson (chant, guitare basse, violon, percussions), la petite amie de Mike, est à son tour intégrée dans le groupe. Sur le plan de la production, l'album bénéficie d'un usage imaginatif des nouvelles techniques d'enregistrement multipistes.
En 1968 paraît le double album Wee Tam and the Big Huge. L'album est musicalement moins expérimental, mais plus avant-gardiste dans son concept : empreint d'une atmosphère quasi religieuse d'inspiration panthéiste, il explore diverses croyances et philosophies alternatives. Sur les photos de la pochette du disque, Mike et Robin apparaissent tels des mages sibyllins à l'allure androgyne. Cette même année on les entend aussi sur l'album The Power of the True Love Knot de Shirley Collins, l'égérie du renouveau du folk anglais.

### Changements et expérimentations (1968–1970)
Les membres de l'ISB vivaient alors en communauté dans une ferme, à Pembroke au Pays de Galles. C'est dans cette campagne qu'est tourné le film Be Glad For the Song Has No Ending, réalisé par Peter Neal. Commandé à l'origine par la BBC, il comporte une première partie documentaire consacrée à l'ISB, avec des extraits de concerts, suivie d'une féerie folâtre intitulée The Pirate and the Crystal Ball, sorte de happening illustrant l'expérience idyllique de la vie communautaire.
En concert l'ISB aborde une phase plus théâtrale, qui les distingue de la plupart des autres groupes contemporains. Outre le spectacle de leurs instruments exotiques et de leurs costumes de scène hauts en couleur, il n'est pas rare que Robin et Mike récitent des poèmes et interprètent des saynètes surréalistes, entourés de danseurs, le tout avec la simplicité et la décontraction caractéristiques de l'ère hippie.
En 1969, l’Incredible String Band participe au Festival de Woodstock et enregistre l’album Changing Horses, qui marque certains changements, tels le recours à des instruments électriques et l’abandon de l’usage de drogues. La longue suite intitulée “Creation” emporte l'auditeur sur des mers périlleuses, à bord d’un galion d’améthyste chargé d’épices, de talismans, d’animaux fabuleux et de manuscrits sacrés, conduit par un équipage de divinités mythologiques et en route vers des contrées féeriques lointaines.
À l'automne 1970, après la sortie de l’album I Looked Up, ont lieu plusieurs représentations d'un spectacle intitulé U, “parabole surréelle chantée et dansée”, que le groupe interprète sur scène avec les Stone Monkey, une troupe de danse et pantomime. La lettre U symbolise, par sa forme, la transition entre un degré élevé de conscience spirituelle et un niveau inférieur, puis un retour à un nouvel état supérieur de conscience et de communication. Jouée à Londres et New York, cette fantaisie aventureuse et iconoclaste inspire à Mike et Robin quelques-unes de leurs meilleures compositions. L'envoûtant "Queen of Love" comporte une orchestration à cordes due à Tom Constanten, alors membre du Grateful Dead. Hirem Pawnitof conte l’histoire d’un bandit de grand chemin touché par la révélation quand il reçoit sur la tête le plateau à projectiles d’un entarteur. The Rainbow est une cantilène orgastique en plusieurs mouvements (plus de 15 minutes), ponctuée par la voix divinement suraiguë et naïve de Licorice, avec pour la première fois la présence de Malcolm Le Maistre (chant, instruments variés), membre des Stone Monkey, qui restera dans le groupe jusqu'à sa dissolution.
La fin de l'année 1970 est marquée par le départ de Rose et de Joe Boyd, le producteur et manager de l'ISB depuis le premier album. Dans son livre de mémoires (voir Annexes), Joe Boyd souligne, à propos des compositions de Mike et de Robin, que toute nouvelle chanson de l'un n'était adoptée que si elle permettait à l'autre d'apporter une contribution personnelle. Boyd évoque aussi la conversion du groupe à la scientologie, qui semble coïncider avec un relatif déclin créatif.

### Nouvelles voies (1971–1974)
En 1971, Mike Heron publie son premier album en solo, Smiling Men With Bad Reputations, auquel participent diverses grosses pointures du rock, notamment Richard Thompson (ex-Fairport Convention), John Cale (ex-Velvet Underground) et Pete Townshend (Who). L'année suivante paraît celui de Robin Williamson, Myrrh, où le musicien brille par ses prouesses vocales et par une inspiration qui tend à renouer avec les splendeurs passées.
Ayant quitté Elektra Records pour Island Records, l'ISB sort un nouvel opus en 1971, le très éclectique Liquid Acrobat As Regards the Air, un temps considéré comme leur meilleur album. L'année suivante voit la parution de l'album Earthspan, puis le départ de Licorice et l'arrivée de Gerard Dott, un musicien de jazz basé à Édimbourg, ami de longue date de Heron et Williamson, avec le concours duquel l'ISB enregistrera No Ruinous Feud. Dernier album avant la dissolution du groupe, Hard Rope and Silken Twine paraît en 1974.

### Retour et dernière séparation (1999–2006)
En 1997, Williamson et Heron reviennent ensemble pour deux concerts. L'accueil chaleureux à ce concert les motive à reformer le groupe, accompagné de l'épouse de Williamson, Bina, et de Lawson Dando en 1999. Portant, ils ne parviennent pas imiter leurs anciens succès d'ISB, l'accueil de la presse oscillant de mauvais et mitigé. En mars 2003, Robin et Bina Williamson quittent temporairement de le groupe. Un album live sort en 2005, et le groupe effectue un dernier concert au Moseley Folk Festival, Birmingham, en septembre 2006.
En 2009, Heron et Palmer annoncent un concert intitulé Very Cellular Songs: The Music of the Incredible String Band au Barbican, avec Richard Thompson, Danny Thompson, Robyn Hitchcock, Alasdair Roberts, Trembling Bells, Green Gartside, et Dr Strangely Strange.

## Discographie

### Albums studio
- The Incredible String Band (en)  (Elektra, 1966)
- The 5000 Spirits or the Layers of the Onion (en) (Elektra, 1967)
- The Hangman's Beautiful Daughter (Elektra, 1968)
- Wee Tam and the Big Huge (en) (Elektra, 1968)
- Changing Horses (en) (Elektra, 1969)
- I Looked Up (en) (Elektra, 1970)
- U (en) (Elektra, 1970)
- Be Glad for the Song Has No Ending (en)  (Island, 1971)
- Liquid Acrobat as Regards the Air (en) (Island, 1971)
- Earthspan (en) (Island, 1972)
- No Ruinous Feud (en) (Island, 1973)
- Hard Rope & Silken Twine (en) (Island, 1974)

### Concerts
- BBC Radio 1 Live On Air (1990)
- BBC Radio 1 Live In Concert (1992)
- First Girl I Loved: Live in Canada 1972 (Trojan, 2001)
- Philadelphia Folk Festival 1969 (Tallulah, 2003)
- Nebulous Nearnesses (2004)
- Across The Airwaves: BBC Radio Recordings 1969-74 (Hux, 2007)
- Tricks of the Senses: Rare and Unreleased Recordings 1966-72 (Hux, 2008)

### Compilations
- The Chelsea Sessions 1967 (en) Unreleased Demos (Pigs Whisker Music, October 2005)
- Relics of The Incredible String Band (Elektra compilation, March 1971)
- Seasons They Change (Island, 1976)
- Here Till Here Is There, An Introduction To The Incredible String Band (Island Records, 2001)